# Juninho Pernambucano
Juninho Pernambucano, właśc. Antônio Augusto Ribeiro Reis Junior (ur. 30 stycznia 1975 w Recife) – brazylijski piłkarz występujący na pozycji środkowego pomocnika. Słynął ze skutecznego egzekwowania rzutów wolnych.

## Kariera klubowa
Juninho Pernambucano zawodową karierę rozpoczynał w 1991 roku w Sport Recife. W jego barwach zadebiutował w sezonie 1993, rozegrał wówczas łącznie dwa spotkania w lidze, natomiast w kolejnych rozgrywkach zanotował już 22 występy i dwa gole. Od 1995 roku Juninho reprezentował barwy CR Vasco da Gama i w zespole tym od razu wywalczył sobie miejsce w podstawowej jedenastce. W 1997 i 2000 roku sięgnął po tytuł mistrza Brazylii, w 1998 roku zwyciężył w rozgrywkach Copa Libertadores, a w 2000 roku triumfował również w turnieju Copa Mercosur. Łącznie dla Vasco da Gama Juninho przez sześć lat rozegrał w 111 meczów w lidze i zdobył 24 gole, a w tym czasie grał u boku takich zawodników jak Romário, Edmundo, Juninho Paulista, Felipe oraz Pedrinho.
W 2001 roku Pernambucano przeprowadził się do Francji, gdzie został piłkarzem Olympique Lyon. Szybko stał się jednym z najważniejszych graczy w drużynie, notował wiele bramek oraz asyst, a Gérard Houllier doceniając postawę Brazylijczyka mianował go kapitanem Lyonu. Razem z Lyonem Juninho od 2002 do 2008 roku nieprzerwanie sięgał po tytuły mistrza Francji, a oprócz tego regularnie grywał w Champions League. Co roku był jednym z najlepszych strzelców w zespole, a większość trafień zaliczał poprzez bezpośrednie uderzenia z rzutów wolnych. Po zakończeniu sezonu 2008/2009 Juninho pozostał wolnym zawodnikiem, a następnie przyjął ofertę transferu do Al-Gharafa. W 2011 roku piłkarz powrócił do rodzimego kraju podpisując kontrakt z klubem Vasco da Gama, gdzie występował w Campeonato Brasileiro Série A. Po roku gry w ojczyźnie przeniósł się do Stanów Zjednoczonych gdzie reprezentował barwy New York Red Bulls. Po sezonie 2012/2013 postanowił opuścić Stany Zjednoczone i ponownie wrócił do gry w Vasco da Gama, gdzie w dniu swoich 39 urodzin zakończył swoją sportową karierę.

## Kariera reprezentacyjna
W reprezentacji Brazylii Juninho zadebiutował 28 marca 1999 roku w pojedynku przeciwko Korei Południowej. Pierwszym poważnym turniejem w jego karierze były rozgrywki Copa América 2001, na których podopieczni Luiza Felipe Scolariego dotarli do ćwierćfinału, w którym przegrali 2:0 z Hondurasem. Kolejną dużą imprezą, w której uczestniczył Juninho był Puchar Konfederacji 2005, na który Brazylijczyk został powołany przez Carlosa Alberto Parreirę. „Canarinhos” zwyciężając w finałowym spotkaniu z Argentyną 4:1 po raz drugi w swojej historii zwyciężyli w tych rozgrywkach. Juninho na turnieju strzelił jednego gola w wygranym 3:0 meczu rundy grupowej z Grecją.
Następnie Pernambucano znalazł się w 23-osobowej kadrze drużyny narodowej na Mistrzostwa Świata 2006, jednak Brazylijczycy swój udział w tej imprezie zakończyli już na ćwierćfinale. Wychowanek Sport Recife w ostatnim pojedynku fazy grupowej z Japonią zdobył jedną z bramek, jego zespół pokonał rywali 4:1, a spotkanie to było pierwszym jakie Juninho rozegrał na niemieckim mundialu. Później w zwycięskim 3:0 meczu 1/8 finału przeciwko Ghanie Juninho w 61 minucie zmienił Adriano, a w przegranym 1:0 pojedynku ćwierćfinałowym z Francją zaczął spotkanie w wyjściowej jedenastce, jednak w 63 minucie na plac gry wszedł za niego właśnie wychowanek Flamengo. Po mistrzostwach Pernambucano postanowił zakończyć reprezentacyjną karierę. Dla drużyny narodowej Juninho rozegrał łącznie 44 mecze i strzelił siedem bramek.

## Sukcesy
Sport Recife
- Campeonato Pernambucano: 1994
- Copa do Nordeste: 1994

Vasco da Gama
- Mistrzostwo Brazylii: 1997, 2000
- Campeonato Carioca: 1998
- Copa Libertadores: 1998
- Torneio Rio-São Paulo: 1999
- Copa Mercosur: 2000

Olympique Lyon
- Mistrzostwo Francji: 2002, 2003, 2004, 2005, 2006, 2007, 2008
- Puchar Francji: 2008
- Superpuchar Francji: 2002, 2003, 2004, 2005, 2006, 2007

Reprezentacja Brazylii
- Puchar Konfederacji: 2005